# Tschechische Badmintonmeisterschaft 2011
Die Tschechische Badmintonmeisterschaft 2011 fand vom 4. bis zum 6. Februar 2011 in Přerov statt.

## Medaillengewinner
| Disziplin    | Gold                                | Silber                           | Bronze                              |
| ------------ | ----------------------------------- | -------------------------------- | ----------------------------------- |
| Herreneinzel | Petr Koukal                         | Tomáš Kopřiva                    | Milan Ludík                         |
| Herreneinzel | Petr Koukal                         | Tomáš Kopřiva                    | Pavel Florián                       |
| Dameneinzel  | Kristína Ludíková                   | Martina Benešová                 | Eva Titěrová                        |
| Dameneinzel  | Kristína Ludíková                   | Martina Benešová                 | Tereza Lajdová                      |
| Herrendoppel | Jakub Bitman Pavel Drančák          | Josef Rubáš Jaroslav Sobota      | Martin Herout René Neděla           |
| Herrendoppel | Jakub Bitman Pavel Drančák          | Josef Rubáš Jaroslav Sobota      | Marek Teller Petr Hošek             |
| Damendoppel  | Kristína Ludíková Markéta Mouritsen | Šárka Křížková Kateřina Tomalová | Kateřina Krejčová Lucie Pilařová    |
| Damendoppel  | Kristína Ludíková Markéta Mouritsen | Šárka Křížková Kateřina Tomalová | Hana Milisová Eva Titěrová          |
| Mixed        | Jakub Bitman Alžběta Bášová         | Pavel Drančák Hana Kollarová     | Stanislav Kohoutek Zuzana Pavelková |
| Mixed        | Jakub Bitman Alžběta Bášová         | Pavel Drančák Hana Kollarová     | Jiří Provazník Hana Milisová        |